# Прохоровка (Донецкая область)
Про́хоровка (укр. Прохорівка) — село на Украине, находится в Волновахском районе Донецкой области.
Код КОАТУУ — 1421586401. Население по переписи 2001 года составляет 502 человека. Почтовый индекс — 85773. Телефонный код — 6244.

## Адрес местного совета
85773, Донецкая область, Волновахский р-н, с. Прохоровка, ул. Ленина, 55